# Champagne-et-Fontaine
Champagne-et-Fontaines redirige ici.
Pour les articles homonymes, voir Champagne et Fontaine.
Champagne-et-Fontaine (nom officiel) ou Champagne-et-Fontaines (graphie locale) est une commune française située dans le département de la Dordogne, en région Nouvelle-Aquitaine.

## Géographie

### Généralités
Située dans la vallée de la Lizonne, la commune de Champagne-et-Fontaine est située en Ribéracois, dans le quart nord-ouest du département de la Dordogne, en limite de celui de la Charente.
Elle est composée de deux anciennes communes, Champagne et Fontaine.
À l'intersection des routes départementales (RD) 2E1 et 101, le bourg de Champagne se situe, en distances orthodromiques, onze kilomètres à l'ouest-sud-ouest de Mareuil et dix-neuf kilomètres au nord du centre-ville de Ribérac. Traversé par la RD 2, le bourg de Fontaine, parfois orthographié Fontaines (de l'occitan Fontanas), est quant à lui situé trois kilomètres plus au nord-est.
Les lieux-dits Chaumont, Jaufrenie et la Richardie sont sur la rive droite de la Lizonne, petite exception à cette rivière qui sert partiellement de limite départementale.

### Communes limitrophes
Champagne-et-Fontaine est limitrophe de dix communes dont quatre dans le département de la Charente, et deux par des quadripoints : Édon (lieu-dit gué de Pompeigne) au nord-est et Villebois-Lavalette (lieu-dit les Quatre Croix) au nord-ouest. Également au nord-ouest, son territoire est distant de moins de 500 mètres de celui de Ronsenac.
| Villebois-Lavalette (Charente), Gurat (Charente) | Blanzaguet-Saint-Cybard (Charente) | Édon (Charente), La Rochebeaucourt-et-Argentine |
| Vendoire                                         | Champagne-et-Fontaine              | Gout-Rossignol                                  |
| Nanteuil-Auriac-de-Bourzac                       | La Chapelle-Grésignac              | Cherval                                         |

### Géologie et relief

#### Géologie
Situé sur la plaque nord du Bassin aquitain et bordé à son extrémité nord-est par une frange du Massif central, le département de la Dordogne présente une grande diversité géologique. Les terrains sont disposés en profondeur en strates régulières, témoins d'une sédimentation sur cette ancienne plate-forme marine. Le département peut ainsi être découpé sur le plan géologique en quatre gradins différenciés selon leur âge géologique. Champagne-et-Fontaine est située dans le troisième gradin à partir du nord-est, un plateau formé de calcaires hétérogènes du Crétacé.
Les couches affleurantes sur le territoire communal sont constituées de formations superficielles du Quaternaire datant du Cénozoïque, de roches sédimentaires du Mésozoïque.
On trouve le Coniacien sur le tiers nord de la commune. Le Santonien occupe la partie sud, avec une minuscule zone de Campanien à l'extrême sud-ouest (Jovelle). Une cuesta par paliers faisant face au nord-est marque un dénivelé sensible. On peut suivre cet escarpement vers le nord-ouest dans tout le sud du département de la Charente par Gurat jusqu'au sud de Cognac, et vers le sud-est à Verteillac.
Certains lieux-dits comme Puy-de-Versac, à 160 m d'altitude, sont sur le flanc d'un de ces paliers occupés par le Santonien supérieur et moyen, ce qui dégage une belle vue vers le nord-est ainsi que sur la vallée de la Pude au sud. Le bourg de Champagne est au pied de cette côte. La surface de ce plateau est recouverte de formations composées de sables argileux bruns, issues de l'altération du Santonien supérieur lors du Quaternaire (Pléistocène).
La vallée de la Lizonne est occupée par des alluvions récentes composées de sable et tourbe,,.
La formation la plus ancienne, notée c3(2), date du Coniacien indifférencié, composée de calcaires gréseux, sables et marnes à la base puis calcaires bioclastiques et calcaires crayeux et glauconieux ou calcaires à huîtres au sommet. La formation la plus récente, notée CFvs, fait partie des formations superficielles de type colluvions carbonatées de vallons secs : sable limoneux à débris calcaires et argile sableuse à débris. Le descriptif de ces couches est détaillé dans  les feuilles « no 733 - Montmoreau » et « no 734 - Nontron » de la carte géologique au 1/50 000 de la France métropolitaine, et leurs notices associées,.

Carte géologique de Champagne-et-Fontaine.

#### Relief et paysages

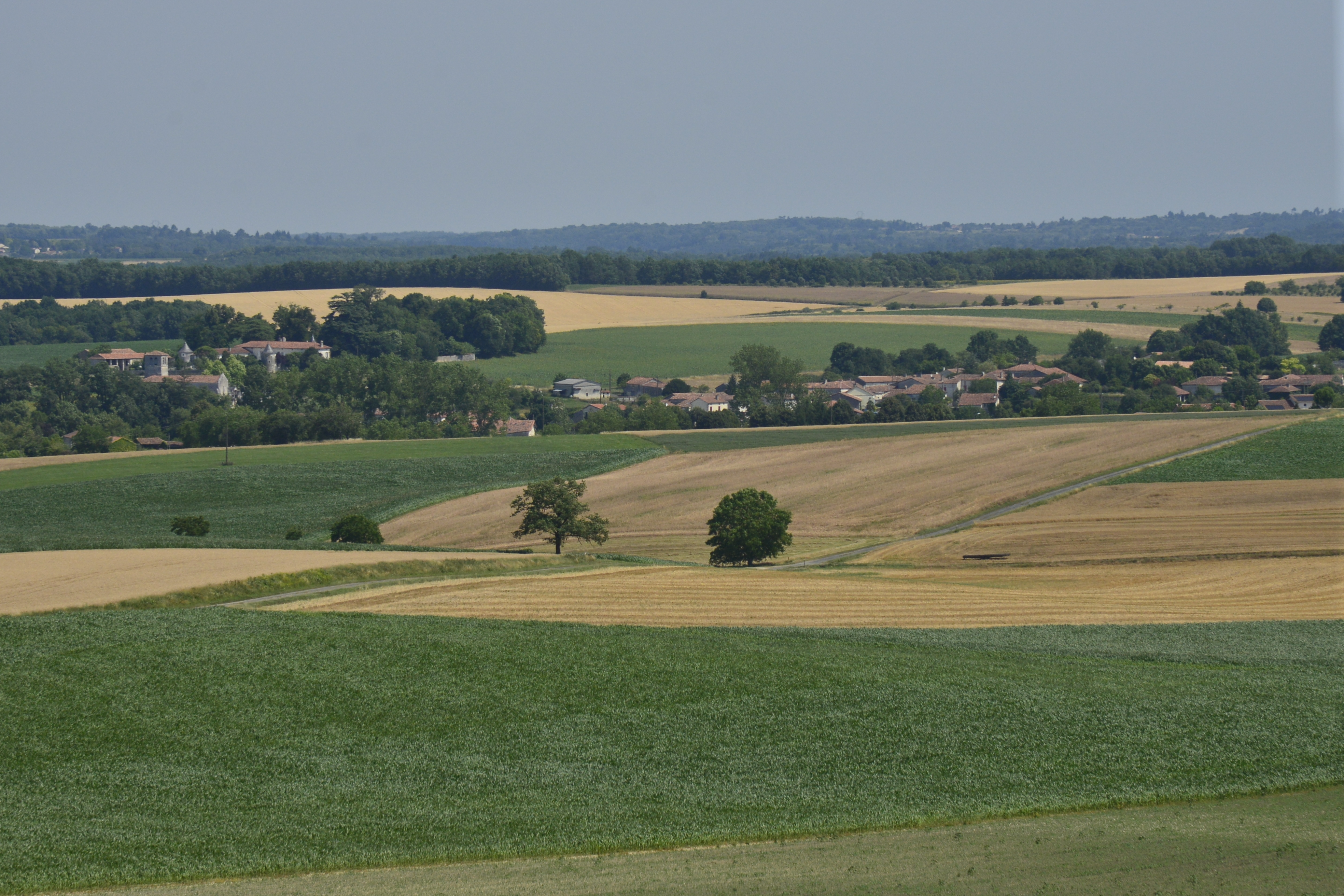
Le village de Fontaine entouré de champs.

Le département de la Dordogne se présente comme un vaste plateau incliné du nord-est (491 m, à la forêt de Vieillecour dans le Nontronnais, à Saint-Pierre-de-Frugie) au sud-ouest (2 m à Lamothe-Montravel). L'altitude du territoire communal varie quant à elle entre 77 mètres et 169 mètres,.
Dans le cadre de la Convention européenne du paysage entrée en vigueur en France le 1er juillet 2006, renforcée par la loi du 8 août 2016 pour la reconquête de la biodiversité, de la nature et des paysages, un atlas des paysages de la Dordogne a été élaboré sous maîtrise d’ouvrage de l’État et publié en octobre 2020. Les paysages du département s'organisent en huit unités paysagères,. La commune est dans le Ribéracois, une région naturelle possédant un relief vallonné avec des altitudes moyennes comprises autour des 130-160 m, sculpté par la Dronne et ses nombreux affluents. Les paysages sont ondulés de grandes cultures dont les vastes horizons contrastent avec les paysages plus cloisonnés de la Dordogne,.
La superficie cadastrale de la commune publiée par l'Insee, qui sert de référence dans toutes les statistiques, est de 25,04 km2,,. La superficie géographique, issue de la BD Topo, composante du Référentiel à grande échelle produit par l'IGN, est quant à elle de 24,84 km2.

### Hydrographie

#### Réseau hydrographique
La commune est située dans le bassin de la Dordogne au sein du Bassin Adour-Garonne. Elle est drainée par la Lizonne, la Pude, le ruisseau de Fontaine et par divers petits cours d'eau, qui constituent un réseau hydrographique de 26 km de longueur totale,.
La Lizonne, appelée Nizonne dans sa partie amont, d'une longueur totale de 60,49 km, prend sa source dans la commune de Sceau-Saint-Angel et se jette ans la Dronne en rive droite, en limite d'Allemans et de Saint-Séverin, face à la commune de Bourg-du-Bost,. Elle traverse la commune du nord à l'ouest sur plus de cinq kilomètres, lui servant de limite naturelle sur trois kilomètres et demi, en deux tronçons séparés, face à Blanzaguet-Saint-Cybard et à Gurat.
Son affluent de rive gauche le ruisseau de Fontaine prend sa source au sud du village de Fontaine et baigne le territoire communal sur plus de deux kilomètres.
La Pude, d'une longueur totale de 19,75 km, prend sa source dans la commune de Gout-Rossignol et se jette en rive gauche de la Lizonne, en limite de Bouteilles-Saint-Sébastien et de Nanteuil-Auriac-de-Bourzac, face à Palluaud,. Elle arrose le sud du territoire communal sur près de quatre kilomètres et demi, dont trois kilomètres et demi en limite de Cherval et La Chapelle-Grésignac, en deux tronçons.

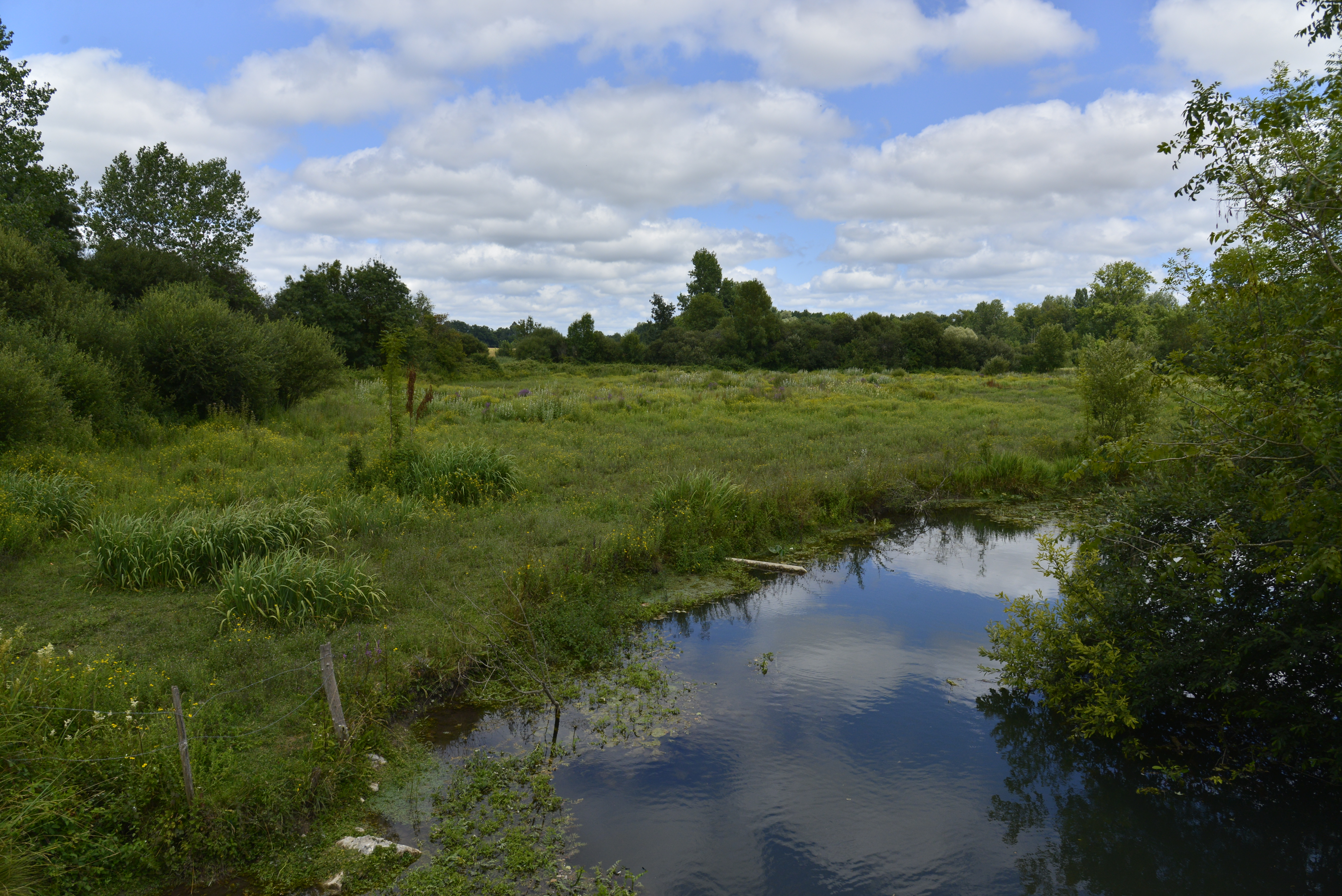
La Lizonne au pont de la RD 101.
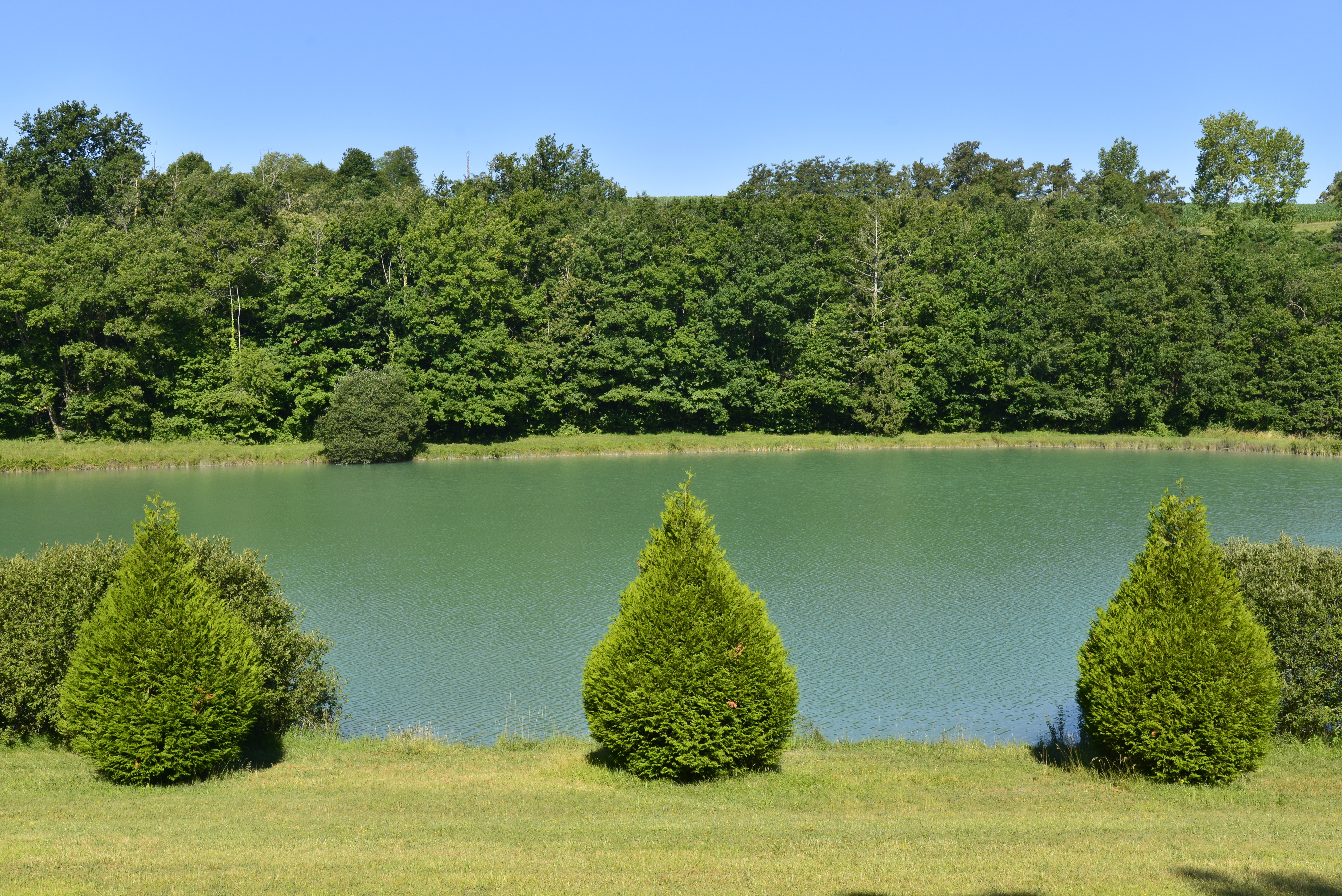
Le grand étang.
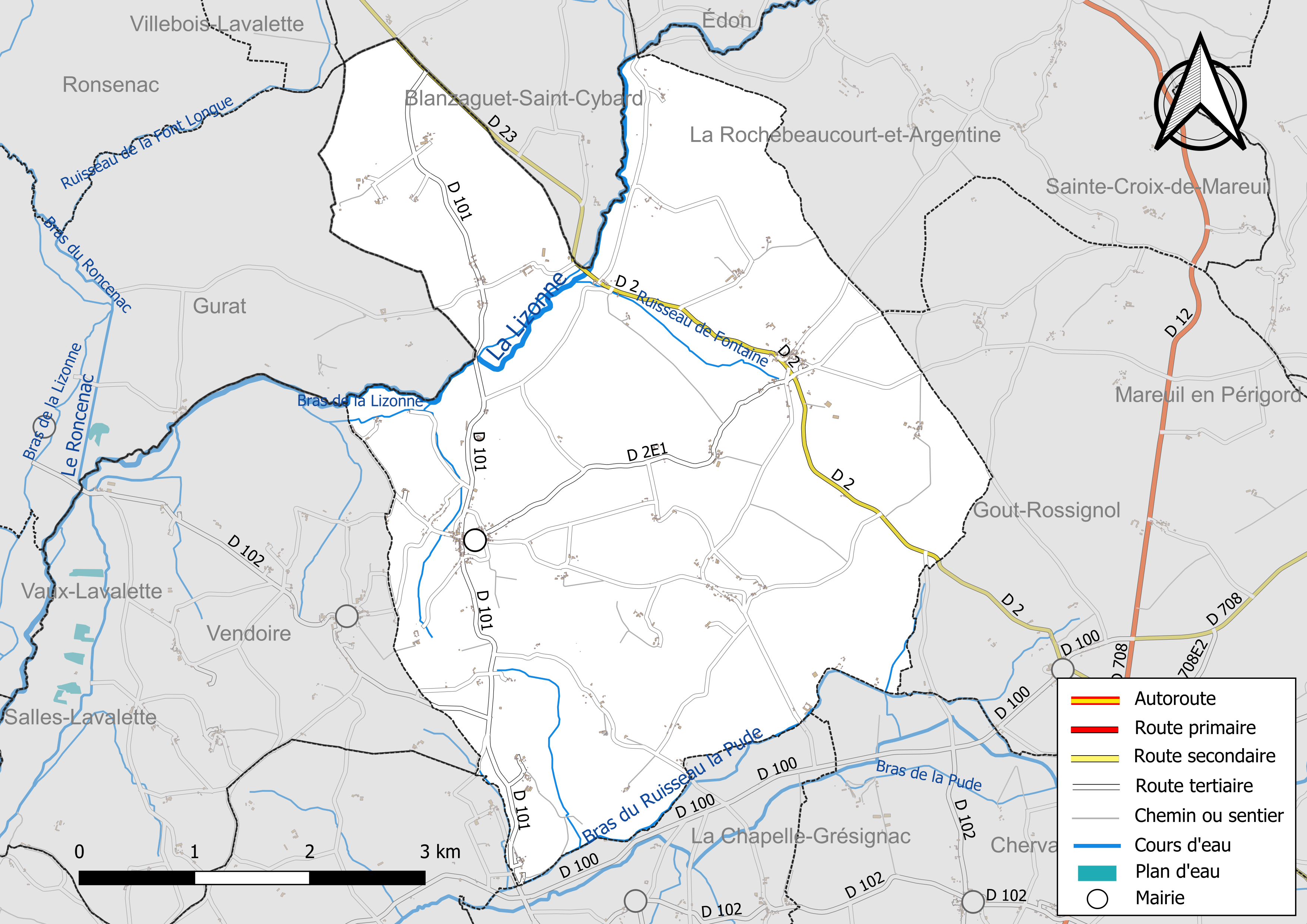
Réseaux hydrographique et routier de Champagne-et-Fontaine.

#### Gestion et qualité des eaux
Le territoire communal est couvert par le schéma d'aménagement et de gestion des eaux (SAGE) « Isle - Dronne ». Ce document de planification, dont le territoire regroupe les bassins versants de l'Isle et de la Dronne, d'une superficie de 7 500 km2, a été approuvé le 2 août 2021. La structure porteuse de l'élaboration et de la mise en œuvre est l'établissement public territorial de bassin de la Dordogne (EPIDOR). Il définit sur son territoire les objectifs généraux d’utilisation, de mise en valeur et de protection quantitative et qualitative des ressources en eau superficielle et souterraine, en respect des objectifs de qualité définis dans le troisième SDAGE  du Bassin Adour-Garonne qui couvre la période 2022-2027, approuvé le 10 mars 2022.
La qualité des eaux de baignade et des cours d’eau peut être consultée sur un site dédié géré par les agences de l’eau et l’Agence française pour la biodiversité.

### Climat
Pour des articles plus généraux, voir Climat de la Nouvelle-Aquitaine et Climat de la Dordogne.
Historiquement, la commune est exposée à un climat océanique aquitain.  
En 2020, Météo-France publie une typologie des climats de la France métropolitaine dans laquelle la commune est exposée à un climat océanique altéré et est dans la région climatique  Aquitaine, Gascogne, caractérisée par une pluviométrie abondante au printemps, modérée en automne, un faible ensoleillement au printemps, un été chaud (19,5 °C), des vents faibles, des brouillards fréquents en automne et en hiver et des orages fréquents en été (15 à 20 jours).
Pour la période 1971-2000, la température annuelle moyenne est de 12,4 °C, avec  une amplitude thermique annuelle de 14,6 °C. Le cumul annuel moyen de précipitations est de 887 mm, avec 11,5 jours de précipitations en janvier et 6,7 jours en juillet. Pour la période 1991-2020, la température moyenne annuelle observée sur la station météorologique la plus proche, située sur la commune de Saint-Martial-Viveyrol à 7 km à vol d'oiseau, est de 13,3 °C et le cumul annuel moyen de précipitations est de 862,3 mm,. Pour l'avenir, les paramètres climatiques de la commune estimés pour 2050 selon différents scénarios d’émission de gaz à effet de serre sont consultables sur un site dédié publié par Météo-France en novembre 2022.

### Milieux naturels et biodiversité

#### ZNIEFF
Les vallées de la Lizonne et de son affluent la Pude sont protégées dans leur traversée de la commune au titre de la zone naturelle d'intérêt écologique, faunistique et floristique (ZNIEFF) de type II « Vallée de la Nizonne »,.
Sa faune est constituée d'environ 250 espèces dont trente sont considérées comme déterminantes :
- vingt mammifères, dont la Loutre d'Europe (Lutra lutra), le Vison d'Europe (Mustela lutreola) et dix-huit espèces de chauves-souris : la Barbastelle d'Europe (Barbastella barbastellus), le Grand murin (Myotis myotis), le Grand rhinolophe (Rhinolophus ferrumequinum), le Minioptère de Schreibers (Miniopterus schreibersii), le Murin à moustaches (Myotis mystacinus), le Murin à oreilles échancrées (Myotis emarginatus), le Murin de Bechstein (Myotis bechsteinii), le Murin de Daubenton (Myotis daubentonii), le Murin de Natterer (Myotis nattereri), la Noctule commune (Nyctalus noctula), la Noctule de Leisler (Nyctalus leisleri), l'Oreillard gris (Plecotus austriacus), l'Oreillard roux (Plecotus auritus), le Petit murin (Myotis blythii), le Petit rhinolophe (Rhinolophus hipposideros), la Pipistrelle de Kuhl (Pipistrellus kuhlii), la Pipistrelle de Nathusius (Pipistrellus nathusii) et la Sérotine commune (Eptesicus serotinus) ;
- sept insectes dont quatre papillons : l'Azuré de la croisette (Phengaris rebeli), l'Azuré de la sanguisorbe (Phengaris teleius), le Cuivré des marais (Lycaena dispar), le Fadet des laîches (Coenonympha oedippus), et trois libellules : l'Agrion de Mercure (Coenagrion mercuriale), la Cordulie à corps fin (Oxygastra curtisii) et le Gomphe de Graslin (Gomphus graslinii) ;
- deux amphibiens, la Rainette verte (Hyla arborea) et le Triton marbré (Triturus marmoratus) ;
- un reptile : la Cistude d'Europe (Emys orbicularis).

Sa flore est également riche de plus de deux cents espèces de plantes, dont neuf sont considérées comme déterminantes : la Fritillaire pintade (Fritillaria meleagris), la Gentiane des marais (Gentiana pneumonanthe), l'Hélianthème blanc (Helianthemum canum), l'Orchis à fleurs lâches (Anacamptis laxiflora), l'Orpin de Nice (Sedum sediforme), le Pigamon jaune (Thalictrum flavum), la Sabline des chaumes (Arenaria controversa), le Scirpe des bois (Scirpus sylvaticus) et l'Utriculaire citrine (Utricularia australis).
Sur le territoire communal, la quasi-totalité de la zone riveraine de la Lizonne, sur une superficie de près d'un kilomètre carré, et s'étendant sur plus de 400 mètres de large au niveau du lieu-dit Aux Pêcheries, fait partie d'une ZNIEFF de type I « Marais alcalins de la vallée de la Nizonne », dans laquelle ont été recensées douze espèces déterminantes d'animaux : l'Agrion de Mercure (Coenagrion mercuriale), l'Azuré de la croisette (Phengaris rebeli), l'Azuré de la sanguisorbe (Phengaris teleius), la Cistude (Emys orbicularis), la Cordulie à corps fin (Oxygastra curtisii), le Cuivré des marais (Lycaena dispar), le Fadet des laîches (Coenonympha oedippus), le Gomphe de Graslin (Gomphus graslinii), la Loutre d'Europe (Lutra lutra), la Rainette verte (Hyla arborea), le Triton marbré (Triturus marmoratus) et le Vison d'Europe (Mustela lutreola), ainsi que cinq espèces déterminantes de plantes : la Fritillaire pintade (Fritillaria meleagris), la Gentiane des marais (Gentiana pneumonanthe), le Pigamon jaune (Thalictrum flavum), la Sagittaire à feuilles en flèche (Sagittaria sagittifolia) et l'Utriculaire citrine (Utricularia australis). Par ailleurs, 160 autres espèces animales et 156 autres espèces végétales y ont été répertoriées.
Deux zones réduites formant un total d'une dizaine d'hectares (près des lieux-dits les Écures et le Quinze) font partie d'une autre ZNIEFF de type I « Vallée de la Pude » composée « d'anciennes tourbières et les petits vallons dominés par les milieux humides "naturels" (prairies, roselières, sources, boisements de saules », dans laquelle ont été recensés deux espèces déterminantes d'odonates, le Gomphe semblable (Gomphus simillimus) et le Gomphe vulgaire (Gomphus vulgatissimus). Trente-sept autres espèces animales y ont également été répertoriées (seize odonates et 21 oiseaux) ainsi qu'une trentaine d'espèces végétales.

#### Natura 2000
Dans leur traversée de la commune, la Lizonne et sa vallée font partie d'une zone du réseau Natura 2000 également appelée « Vallée de la Nizonne » avec vingt espèces animales inscrites à l'annexe II de la directive 92/43/CEE de l'Union européenne :
- sept insectes : l'Agrion de Mercure (Coenagrion mercuriale), l'Azuré de la sanguisorbe (Phengaris teleius), la Cordulie à corps fin (Oxygastra curtisii), le Cuivré des marais (Lycaena dispar), le Damier de la succise (Euphydryas aurinia), le Fadet des laîches (Coenonympha oedippus) et le Gomphe de Graslin (Gomphus graslinii) ;
- dix mammifères : la Loutre d'Europe (Lutra lutra), le Vison d'Europe (Mustela lutreola), et huit chauves-souris : la Barbastelle d'Europe (Barbastella barbastellus), le Grand murin (Myotis myotis), le Grand rhinolophe (Rhinolophus ferrumequinum), le Minioptère de Schreibers (Miniopterus schreibersii), le Murin à oreilles échancrées (Myotis emarginatus), le Murin de Bechstein (Myotis bechsteinii), le Petit murin (Myotis blythii) et le Petit rhinolophe (Rhinolophus hipposideros) ;
- deux poissons : le Chabot fluviatile (Cottus perifretum) et la Lamproie de Planer (Lampetra  planeri) ;
- un reptile : la Cistude (Emys orbicularis).

## Urbanisme

### Typologie
Au 1er janvier 2024, Champagne-et-Fontaine est catégorisée commune rurale à habitat très dispersé, selon la nouvelle grille communale de densité à 7 niveaux définie par l'Insee en 2022.
Elle est située hors unité urbaine et hors attraction des villes,.

### Occupation des sols
L'occupation des sols de la commune, telle qu'elle ressort de la base de données européenne d’occupation biophysique des sols Corine Land Cover (CLC), est marquée par l'importance des territoires agricoles (79,5 % en 2018), une proportion identique à celle de 1990 (79,5 %). La répartition détaillée en 2018 est la suivante : 
terres arables (64,6 %), forêts (19,2 %), zones agricoles hétérogènes (10 %), prairies (4,9 %), zones urbanisées (1,2 %). L'évolution de l’occupation des sols de la commune et de ses infrastructures peut être observée sur les différentes représentations cartographiques du territoire : la carte de Cassini (XVIIIe siècle), la carte d'état-major (1820-1866) et les cartes ou photos aériennes de l'IGN pour la période actuelle (1950 à aujourd'hui).

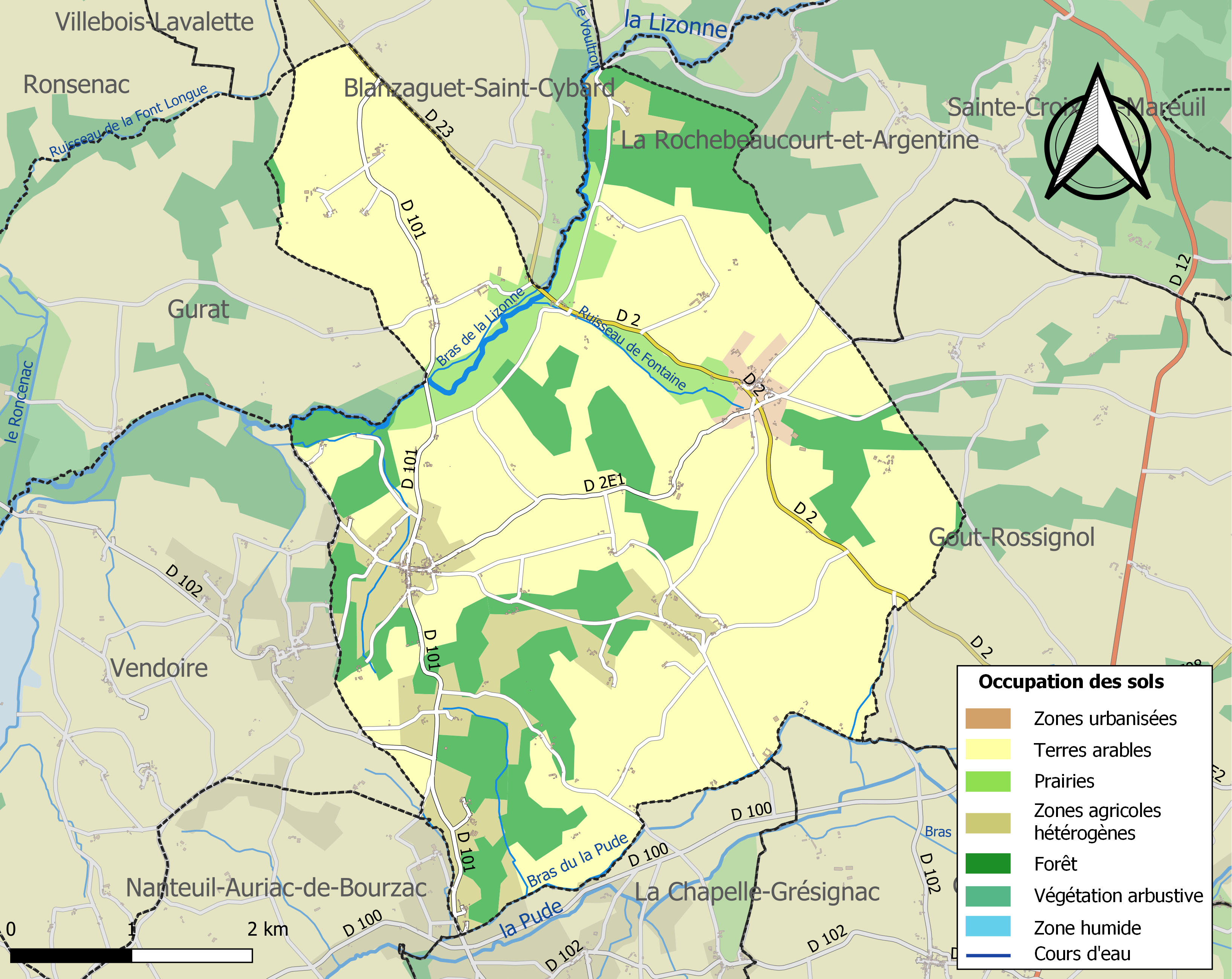
Carte des infrastructures et de l'occupation des sols de la commune en 2018 (CLC).

### Villages, hameaux et lieux-dits
- Ambournet
- au Montey
- au Paris
- au Petit Bois
- au Rouge
- aux Pêcheries
- Basse Foucaudie
- Bois des Chambres
- Carabin
- Champagne
- Château de la Ligerie
- Château du Clauzurou
- Chaumont
- Chez Bidou
- Chez le Tard
- Chez Peillou
- Chez Robin
- Chez Trinquet
- Combe du Prieur
- Cormeille
- Espinasse
- Fombouille
- Fontaine
- Fontaine de Notre-Dame
- Grange du Breuil
- Grange du Mazac
- Grange Neuve
- Grelet
- Gué de Pompeigne
- Haute Foucaudie
- Jaufrenie
- Jovelle
- la Boige
- la Borie
- la Bourelie
- la Croix du Rapt
- la Divinie
- la Faye
- la Feuillade Basse
- la Feuillade Haute
- la Forêt
- la Genevrière
- la Richardie
- la Vaure
- la Vergne
- l'Âge
- Lardinie
- le Cluzeau
- le Combeau
- le Gouyot
- le Grafeuil
- le Grand Clos
- le Luc
- le Mazac
- le Nept
- le Pas de Fontaine
- le Petit Breuil
- le Petit Cluzeau
- le Petit Ferrier
- le Petit Rochat
- le Pigeonnier
- le Quinze
- le Repaire
- le Roc
- le Vivier
- les Bigonnies
- les Chaumes
- les Écures
- les Gacheries
- les Gagneries
- les Gravelles
- les Grilles
- les Jarriges
- les Jartres
- les Mottes
- les Vergnes
- Maine Vignau
- Maison Neuve
- Moulin Chaudeau
- Moulin de Rochat
- Moulin du Vivier
- Pas Vieux
- Plantigarde
- Pompeigne
- Puy de Versac
- Puy Tirel
- Ruisseau de Fontaine
- Saint-Morézi
- Saumont
- Terres du Fougereau
- Veyrines
- Villard

### Prévention des risques
Le territoire de la commune de Champagne-et-Fontaine est vulnérable à différents aléas naturels : météorologiques (tempête, orage, neige, grand froid, canicule ou sécheresse), inondations, feux de forêts, mouvements de terrains et séisme (sismicité faible). Un site publié par le BRGM permet d'évaluer simplement et rapidement les risques d'un bien localisé soit par son adresse soit par le numéro de sa parcelle.
Certaines parties du territoire communal sont susceptibles d’être affectées par le risque d’inondation par débordement de cours d'eau, notamment la Lizonne. La commune a été reconnue en état de catastrophe naturelle au titre des dommages causés par les inondations et coulées de boue survenues en 1982, 1983 et 1999,.
Champagne-et-Fontaine est exposée au risque de feu de forêt. L’arrêté préfectoral du 14 mars 2013 fixe les conditions de pratique des incinérations et de brûlage dans un objectif de réduire le risque de départs d’incendie. À ce titre, des périodes sont déterminées : interdiction totale du 15 février au 15 mai et du 15 juin au 15 octobre, utilisation réglementée du 16 mai au 14 juin et du 16 octobre au 14 février. En septembre 2020, un plan inter-départemental de protection des forêts contre les incendies (PidPFCI) a été adopté pour la période 2019-2029,.

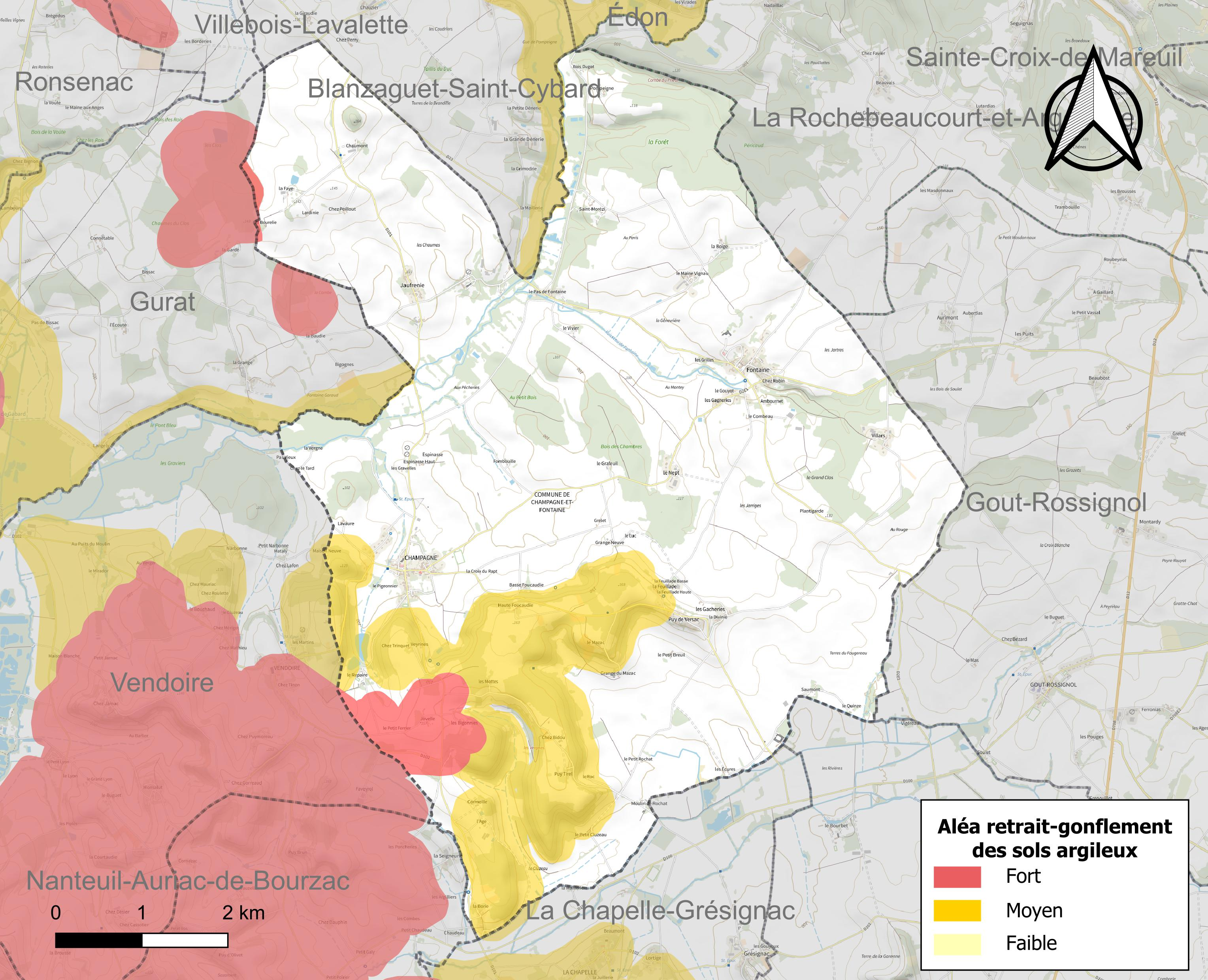
Carte des zones d'aléa retrait-gonflement des sols argileux de Champagne-et-Fontaine.

Les mouvements de terrains susceptibles de se produire sur la commune sont des tassements différentiels. Le retrait-gonflement des sols argileux est susceptible d'engendrer des dommages importants aux bâtiments en cas d’alternance de périodes de sécheresse et de pluie. 17,8 % de la superficie communale est en aléa moyen ou fort (58,6 % au niveau départemental et 48,5 % au niveau national métropolitain). Depuis le 1er octobre 2020, en application de la loi ÉLAN, différentes contraintes s'imposent aux vendeurs, maîtres d'ouvrages ou constructeurs de biens situés dans une zone classée en aléa moyen ou fort,.
La commune a été reconnue en état de catastrophe naturelle au titre des dommages causés par la sécheresse en 1989 et 2003 et par des mouvements de terrain en 1999.

## Toponymie
Le nom officiel de la commune s'écrit Champagne-et-Fontaine. Il résulte de la fusion en 1832 des communes de Champagne et de Fontaine. Localement, la graphie communale s'écrit « Champagne-et-Fontaines », avec un S final.
En occitan, la commune porte le nom de Champanha e Fontanas.

## Histoire
La voie romaine de Saintes à Périgueux traversait la Lizonne au Pas de Fontaine, que rejoignait l'ancienne voie venant d'Angoulême, qui traversait, elle, la Lizonne au Gué de Pompeigne et qui forme encore la limite communale au nord-est de Fontaine. Cette voie se dirigeait vers Vesunna (Périgueux) par la Tour-Blanche.
En 1832, les communes de Fontaine et de Champagne fusionnent sous le nom de Champagne-et-Fontaine.

## Politique et administration

### Rattachements administratifs
Dès 1790, la commune de Champagne a été rattachée au canton de Champaigne qui dépendait du district de Ribérac jusqu'en 1795, date de suppression des districts. Lorsque ce canton est supprimé par la loi du 8 pluviôse an IX (28 janvier 1801) portant sur la « réduction du nombre de justices de paix », la commune est rattachée au canton de Verteillac dépendant de l'arrondissement de Ribérac. Ce dernier étant supprimé en 1926, ses communes sont alors rattachées à l'arrondissement de Périgueux.

### Intercommunalité
Fin 2001, Champagne-et-Fontaine rejoint la communauté de communes du Verteillacois créée cinq ans plus tôt. Celle-ci est dissoute au 31 décembre 2013 et remplacée au 1er janvier 2014 par un intercommunalité élargie : la communauté de communes du Pays Ribéracois, renommée en 2019 communauté de communes du Périgord Ribéracois.

### Administration municipale
La population de la commune étant comprise entre 100 et 499 habitants au recensement de 2017, onze conseillers municipaux ont été élus en 2020,.

### Liste des maires

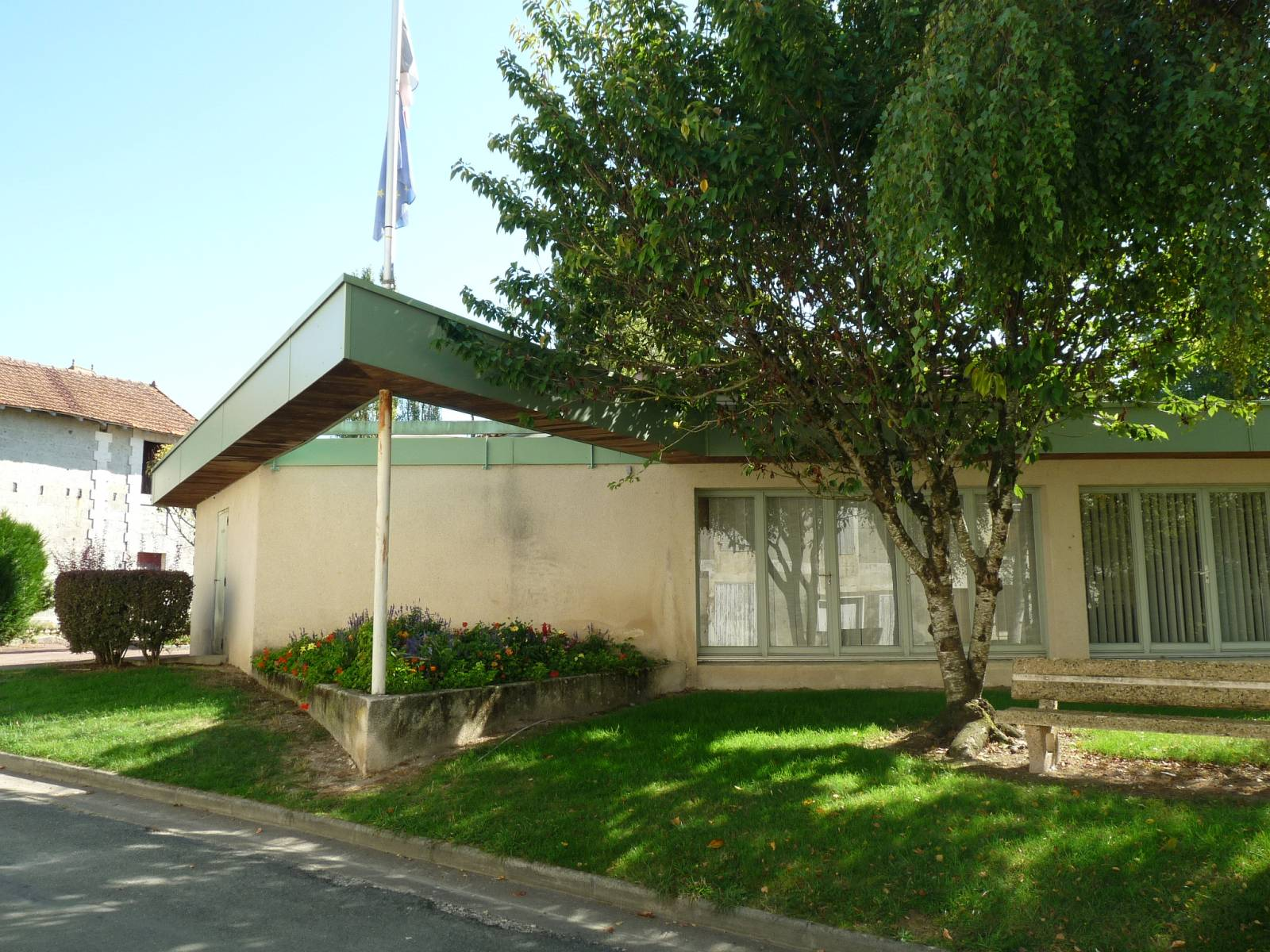
La mairie de Champagne-et-Fontaine.

| Période                                  | Période        | Identité              | Étiquette | Qualité                                      |
| ---------------------------------------- | -------------- | --------------------- | --------- | -------------------------------------------- |
| Les données manquantes sont à compléter. |                |                       |           |                                              |
|                                          |                |                       |           |                                              |
| 1989                                     | mars 2008      | Pierre Doyen          |           |                                              |
| mars 2008                                | mars 2014      | Jean-Noël Virecoulon  | SE        | Retraité des PTT                             |
| mars 2014                                | septembre 2016 | Dominique Virecoulon, |           |                                              |
| septembre 2016                           | décembre 2016  | Françoise Rovère      |           | Première adjointe faisant fonctions de maire |
| décembre 2016                            | mai 2020       | François Giroux       |           |                                              |
| mai 2020                                 | En cours       | Pascal Devars         |           |                                              |

### Jumelages

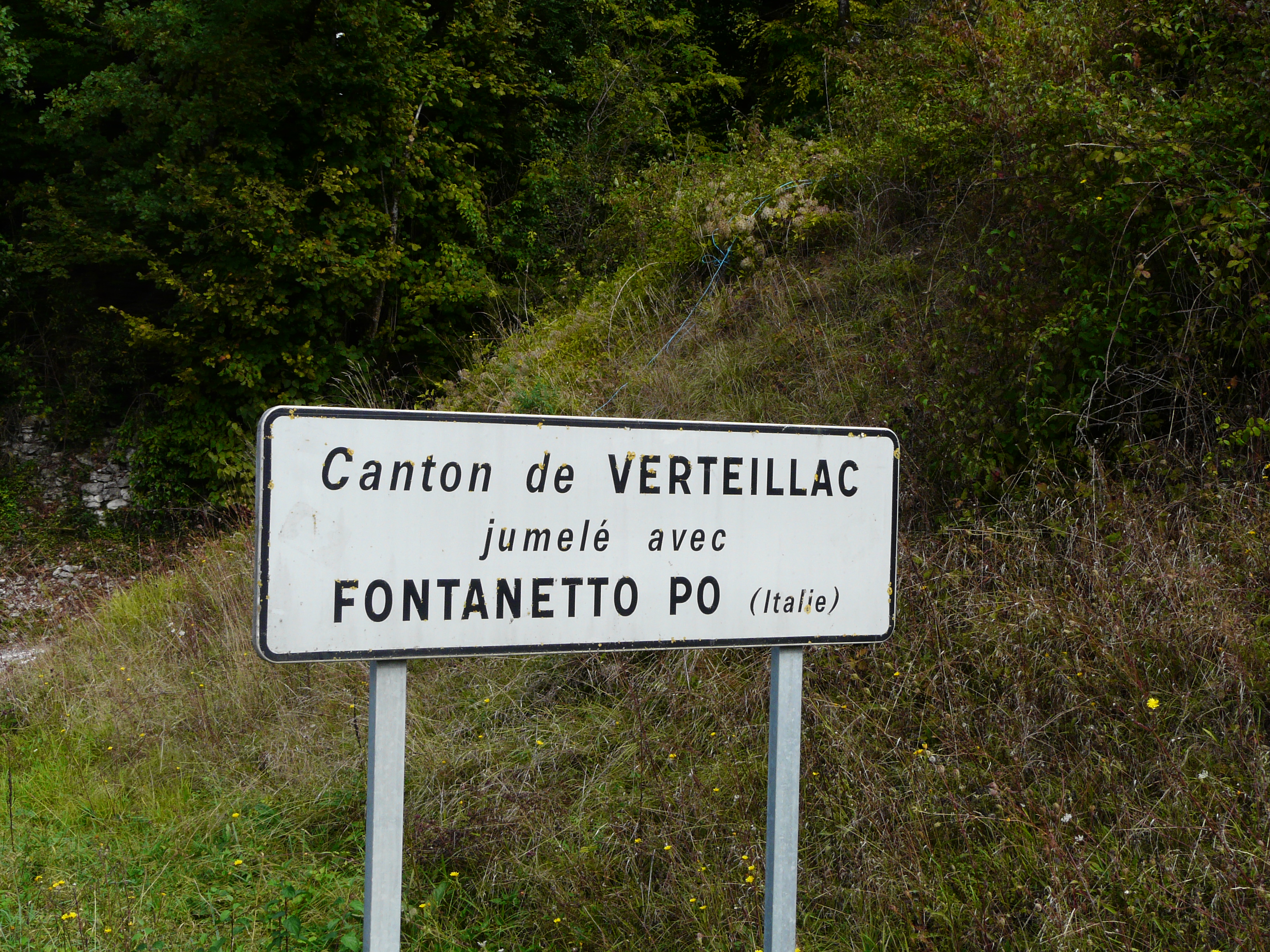
Panneau de jumelage du canton avec Fontanetto Po.

L'ensemble des communes de l'ancien canton de Verteillac, dont faisait partie Champagne-et-Fontaine, est jumelé avec la commune italienne de Fontanetto Po depuis 1988.

## Équipements et services publics

### Justice
Dans le domaine judiciaire, Champagne-et-Fontaine relève : 
- du tribunal judiciaire, du tribunal pour enfants, du conseil de prud'hommes et du tribunal de commerce de Périgueux ;
- du pôle Nationalité du tribunal judiciaire de Périgueux (compétent uniquement dans le domaine de la nationalité) ;
- de la cour d'appel, du tribunal administratif et de la  cour administrative d'appel de Bordeaux.

## Population et société

### Démographie

#### Démographie de Fontaine
Jusqu'en 1832, les communes de Champagne et de Fontaine étaient indépendantes.
| 1793 | 1800 | 1806 | 1821 | 1831 |
| ---- | ---- | ---- | ---- | ---- |
| 186  | 217  | 183  | 230  | 301  |

#### Démographie de Champagne, puis de Champagne-et-Fontaine
L'évolution du nombre d'habitants est connue à travers les recensements de la population effectués dans la commune depuis 1793. Pour les communes de moins de 10 000 habitants, une enquête de recensement portant sur toute la population est réalisée tous les cinq ans, les populations de référence des années intermédiaires étant quant à elles estimées par interpolation ou extrapolation. Pour la commune, le premier recensement exhaustif entrant dans le cadre du nouveau dispositif a été réalisé en 2004.

En 2022, la commune comptait 343 habitants, en évolution de −15,31 % par rapport à 2016 (Dordogne : +0,37 %, France hors Mayotte : +2,11 %).
| 1793  | 1800  | 1806  | 1821  | 1831  | 1836  | 1841  | 1846  | 1851  |
| ----- | ----- | ----- | ----- | ----- | ----- | ----- | ----- | ----- |
| 1 060 | 1 239 | 1 132 | 1 262 | 1 364 | 1 519 | 1 451 | 1 451 | 1 466 |

| 1856  | 1861  | 1866  | 1872  | 1876  | 1881  | 1886  | 1891  | 1896  |
| ----- | ----- | ----- | ----- | ----- | ----- | ----- | ----- | ----- |
| 1 435 | 1 379 | 1 346 | 1 246 | 1 192 | 1 135 | 1 162 | 1 138 | 1 112 |

| 1901  | 1906  | 1911  | 1921 | 1926 | 1931 | 1936 | 1946  | 1954 |
| ----- | ----- | ----- | ---- | ---- | ---- | ---- | ----- | ---- |
| 1 032 | 1 022 | 1 056 | 945  | 947  | 990  | 912  | 1 052 | 779  |

| 1962 | 1968 | 1975 | 1982 | 1990 | 1999 | 2004 | 2006 | 2009 |
| ---- | ---- | ---- | ---- | ---- | ---- | ---- | ---- | ---- |
| 655  | 600  | 511  | 477  | 415  | 431  | 425  | 412  | 392  |

| 2014 | 2019 | 2022 | - | - | - | - | - | - |
| ---- | ---- | ---- | - | - | - | - | - | - |
| 409  | 354  | 343  | - | - | - | - | - | - |

## Économie

### Emploi
En 2015, parmi la population communale comprise entre 15 et 64 ans, les actifs représentent 158 personnes, soit 38,8 % de la population municipale. Le nombre de chômeurs (vingt-cinq) a fortement augmenté par rapport à 2010 (dix) et le taux de chômage de cette population active s'établit à 15,8 %.

### Établissements
Au 31 décembre 2015, la commune compte cinquante-cinq établissements, dont vingt-six au niveau des commerces, transports ou services, quatorze dans l'agriculture, la sylviculture ou la pêche, dix dans la construction, trois relatifs au secteur administratif, à l'enseignement, à la santé ou à l'action sociale, et deux dans l'industrie.

## Culture locale et patrimoine

### Lieux et monuments

#### Patrimoine civil

##### Château de Clauzuroux
Le château de Clauzuroux (ou château du Clauzurou), XVIIe siècle, avec son domaine des XVIIe et XVIIIe siècles (qui s'étend également sur les communes de La Chapelle-Grésignac et Cherval), inscrit au titre des monuments historiques en 1947, le parc et l'ensemble des autres éléments (pigeonnier, moulin, grange, bief, escalier d'eau, etc.) étant inscrits en 2002,, visitables.

Château de Clauzuroux
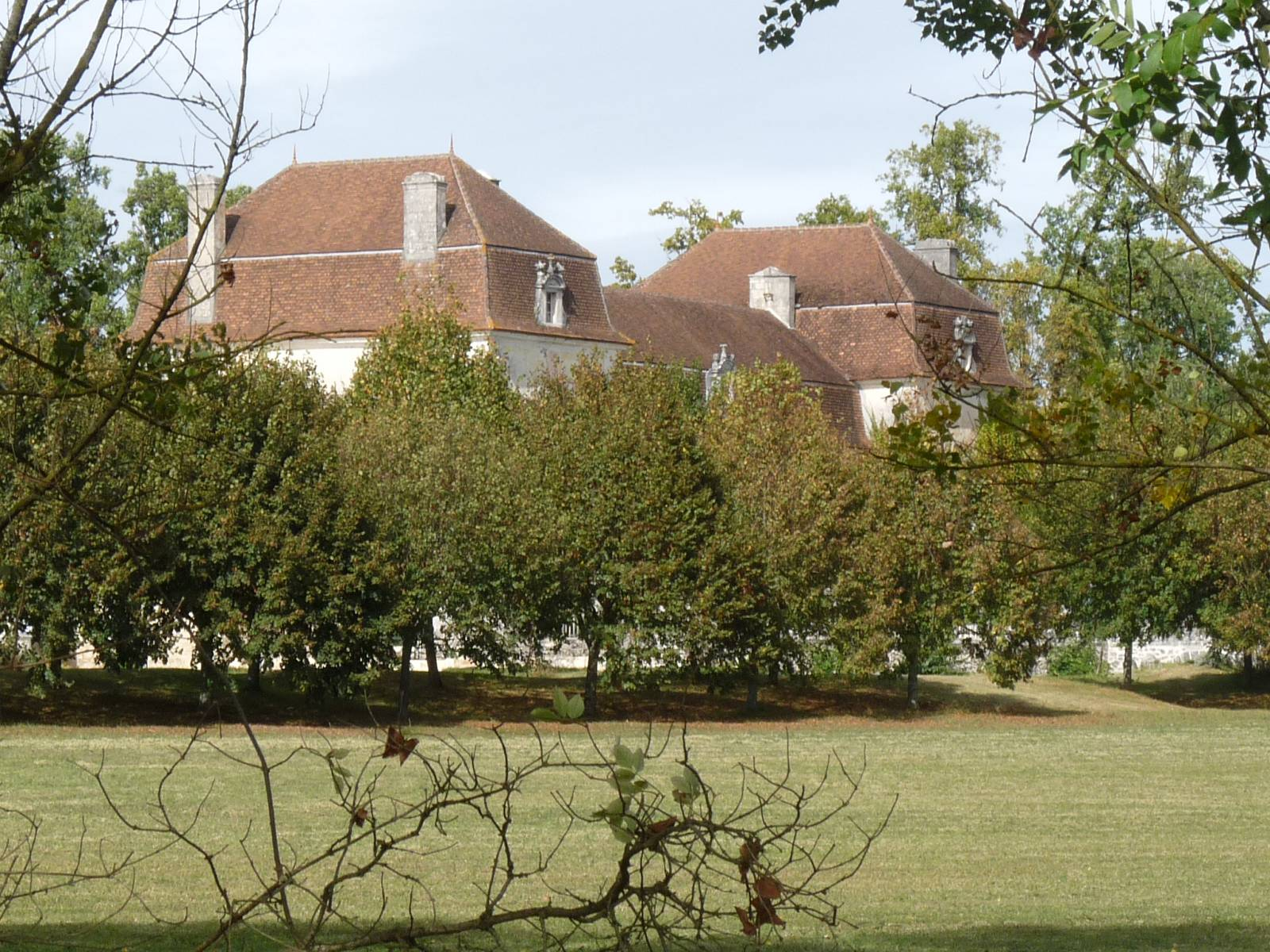
Vue du sud.
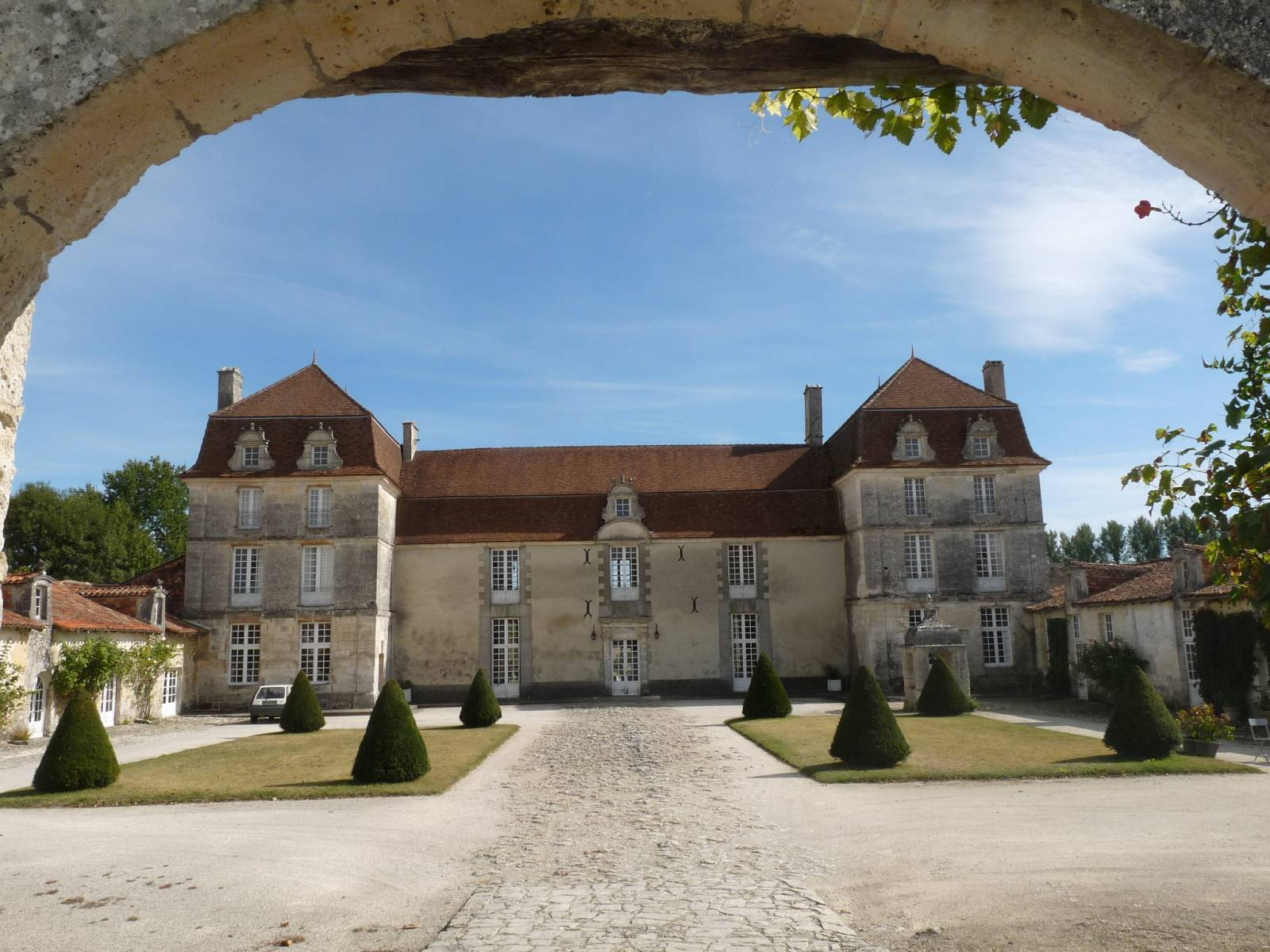
L'entrée.
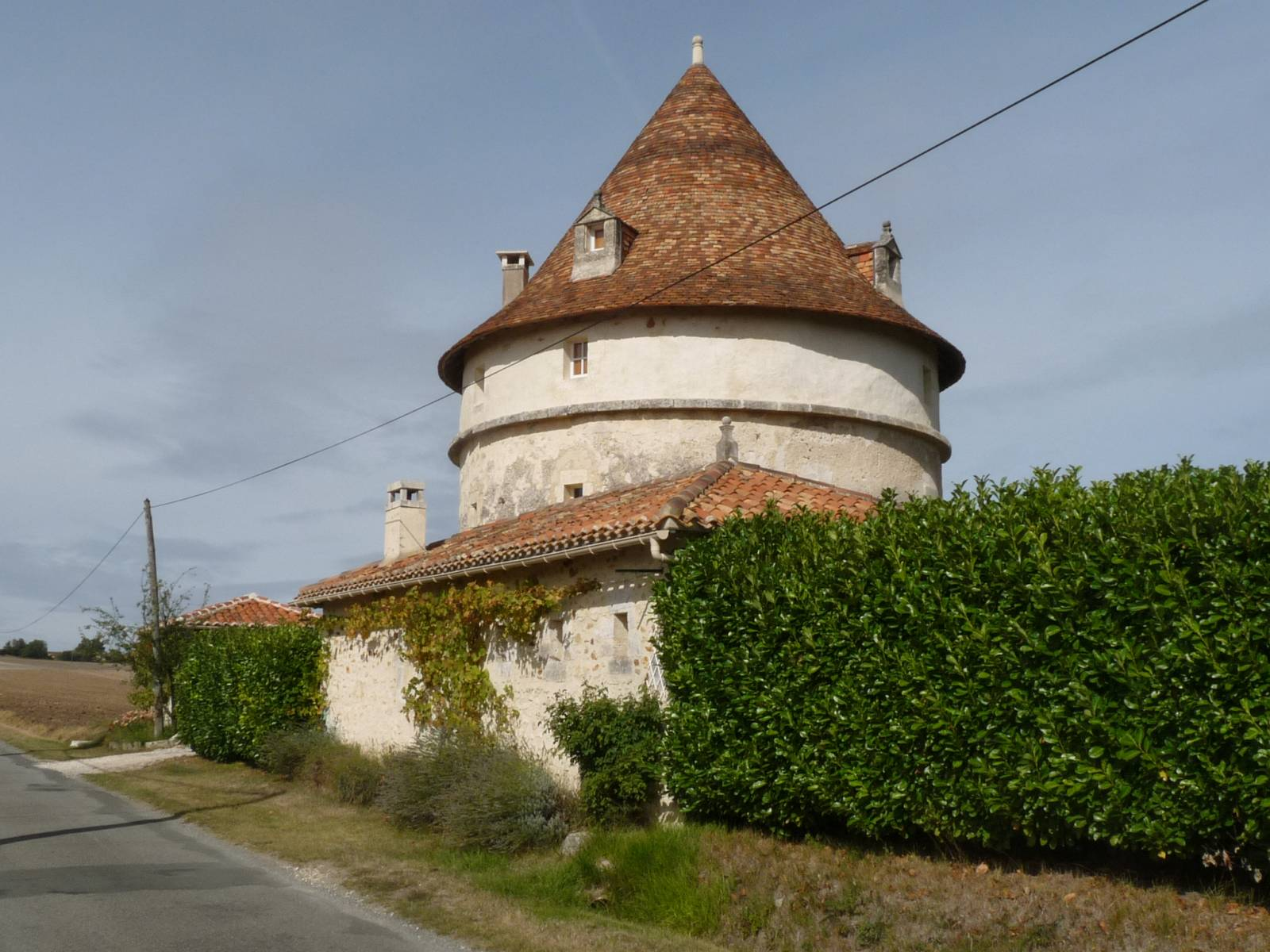
Le pigeonnier, séparé, au nord-ouest.

- Autres illustrations :le château de Clauzuroux sur Commons

##### Château de la Richardie
Le château de la Richardie, entre Jaufrenie et le Pas-de-Fontaine est une demeure du XVIIe siècle sur le site d'un château médiéval.

##### Château de Champagne dit Château de Chaumont
Situé dans le bourg de Champagne, c'est un château fort de style Renaissance. Il date de 1667, mais a été endommagé pendant la Révolution française (tours arasées), et reconstruit et agrémenté aux XVIIIe et XIXe siècles.

##### Château de la Ligerie

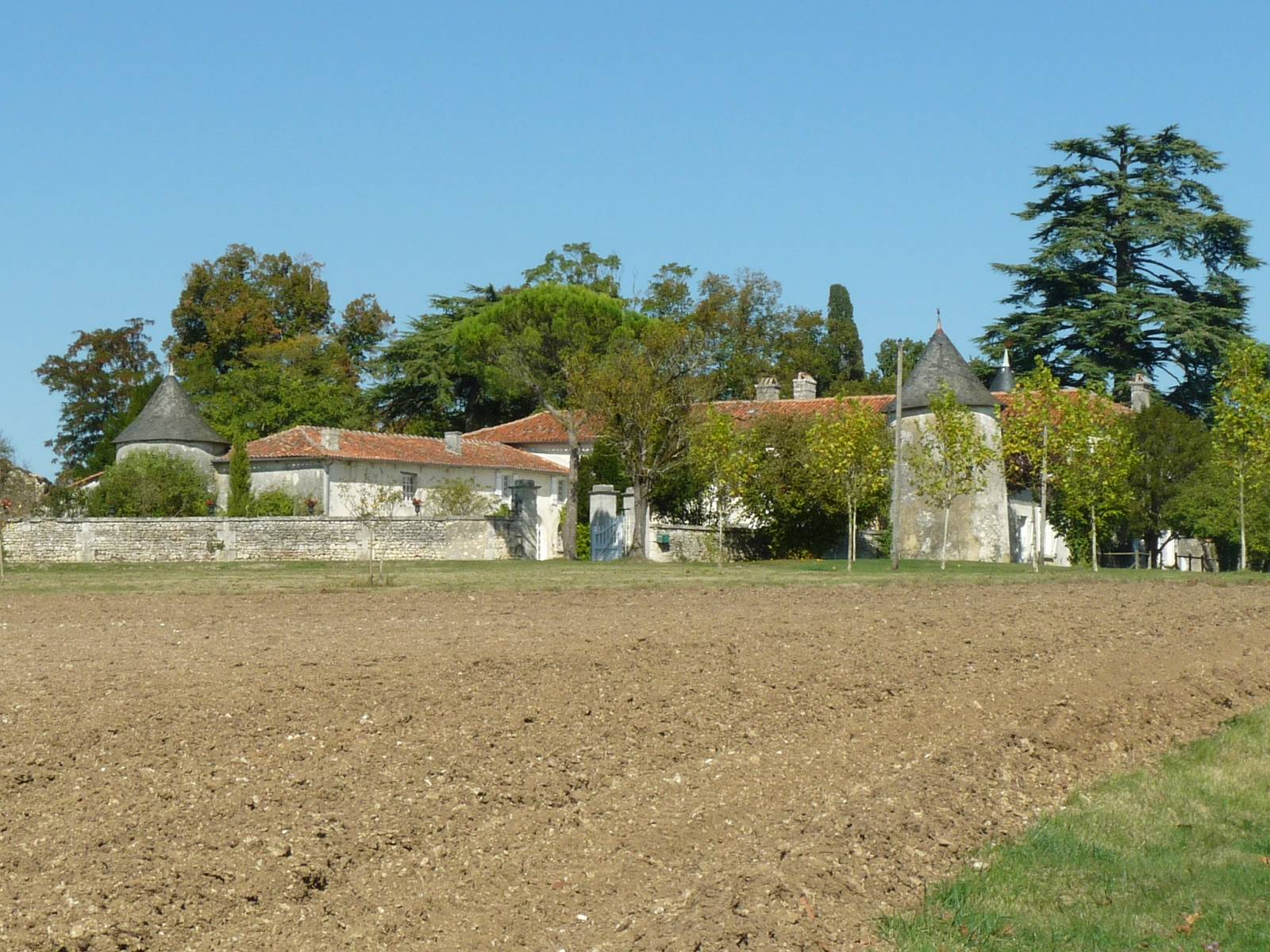
Château de la Ligerie.

Le château de la Ligerie est situé à Fontaine. C'est un manoir des XVe et XVIIe siècles, qui a été acheté en 1900 par Henri de Gaulle, père de Charles de Gaulle, qui l'a conservé jusqu'en 1920. De 1901 à 1908, le jeune Charles y a passé ses vacances estivales.
Le château a été acheté en 1940 par Henri Legendre, second mari de Georgette Louise Barrouin, mère de Jacques Chaban-Delmas. Ce dernier a utilisé le château pour créer son réseau de résistants en Périgord avec l'aide du boulanger de Fontaine. Il a hérité du château. Ses descendants l'ont cédé en 2004.

#### Patrimoine religieux
Le village de Fontaine a eu un prieuré double de l'ordre de Fontevraud, un prieuré pour femmes et un pour hommes, dans la même clôture, le supérieur de l'ensemble étant la supérieure du prieuré des femmes, comme c'était toujours le cas dans cet ordre monastique. Le premier couvent, celui des Dames-Sainte-Marie a été créé en 1120 par Bernard du Tiron après le passage en Périgord de Robert d'Arbrissel et a bénéficié des libéralités des comtes de Périgord et des seigneurs de Mareuil et de Bourdeilles. La fondation de l'abbaye de Cadouin est contemporaine de celle de ce prieuré. Ce prieuré a eu à souffrir de la Guerre de Cent Ans et des guerres de religion pour disparaître à la Révolution. Le second couvent dépendant de l'ordre de Fontevrault était le prieuré Saint-Pierre d'Embournet, établi à la même époque mais dilapidé

##### Église paroissiale Saint-Martin
L'église paroissiale Saint-Martin, à Champagne, date du XIIe siècle et a été remaniée aux XIIIe siècle, XIVe et XVIe siècles. Elle est inscrite aux monuments historiques depuis 1947.

##### Église de Fontaine
- L'église paroissiale Saint-Jean-Baptiste de Fontaine, à la sortie du bourg, date des XIIe et XVe siècles, et a été inscrite monument historique en 1948[84].
- On peut aussi remarquer au bourg de Fontaine une ancienne église ou chapelle, qui pourrait correspondre aux restes du prieuré fontevriste[85].

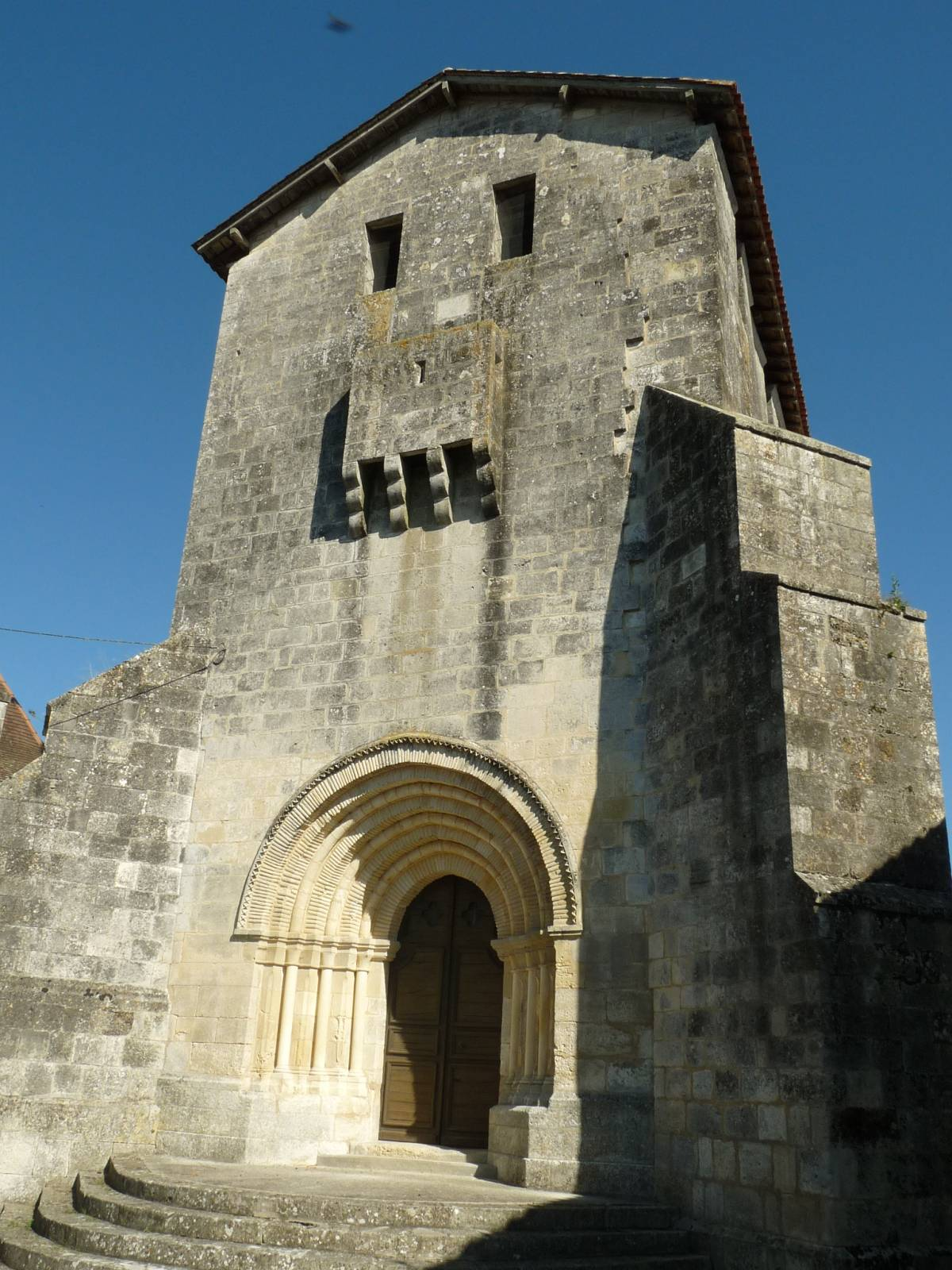
Église de Champagne.
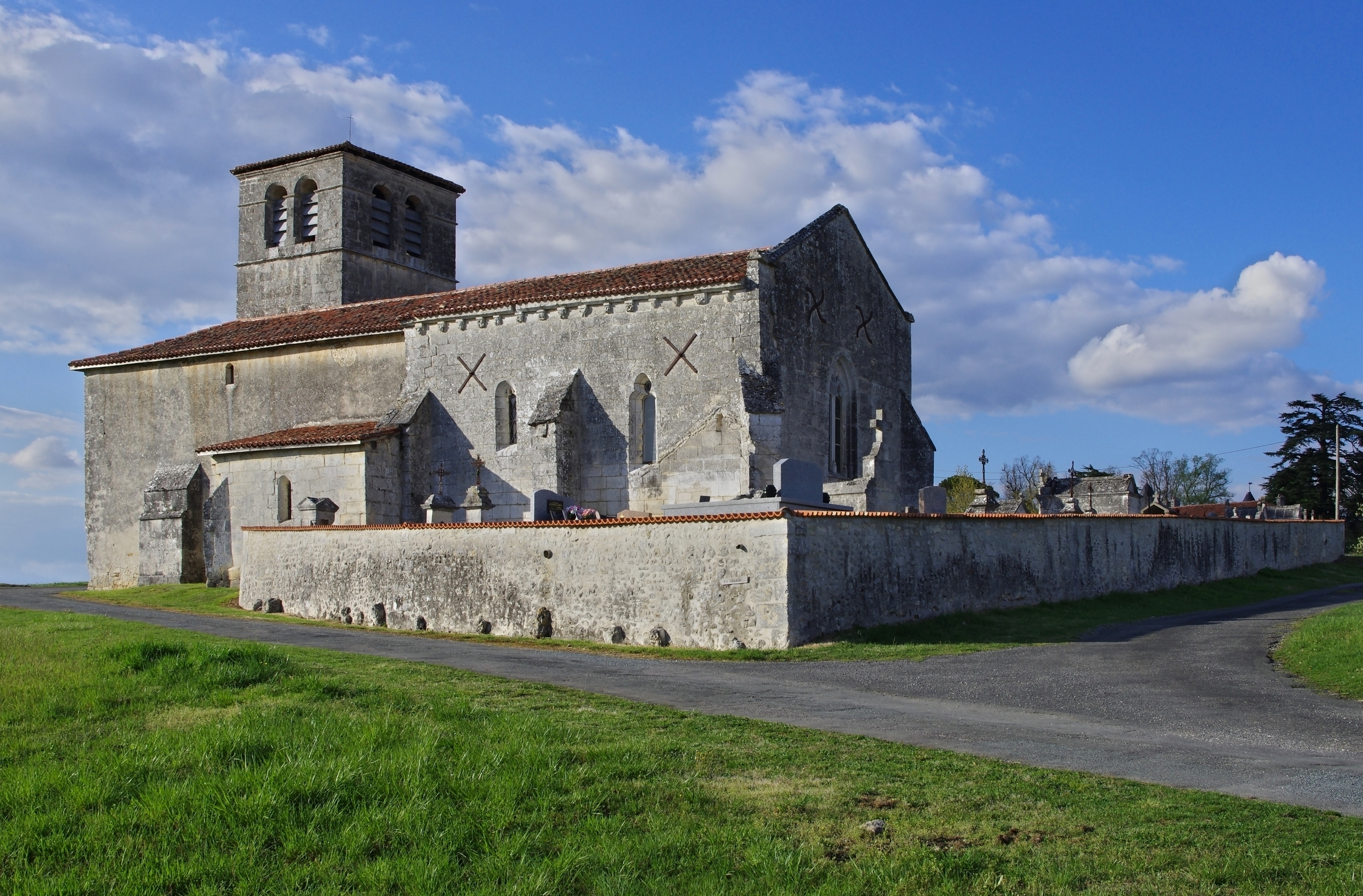
Église de Fontaine.
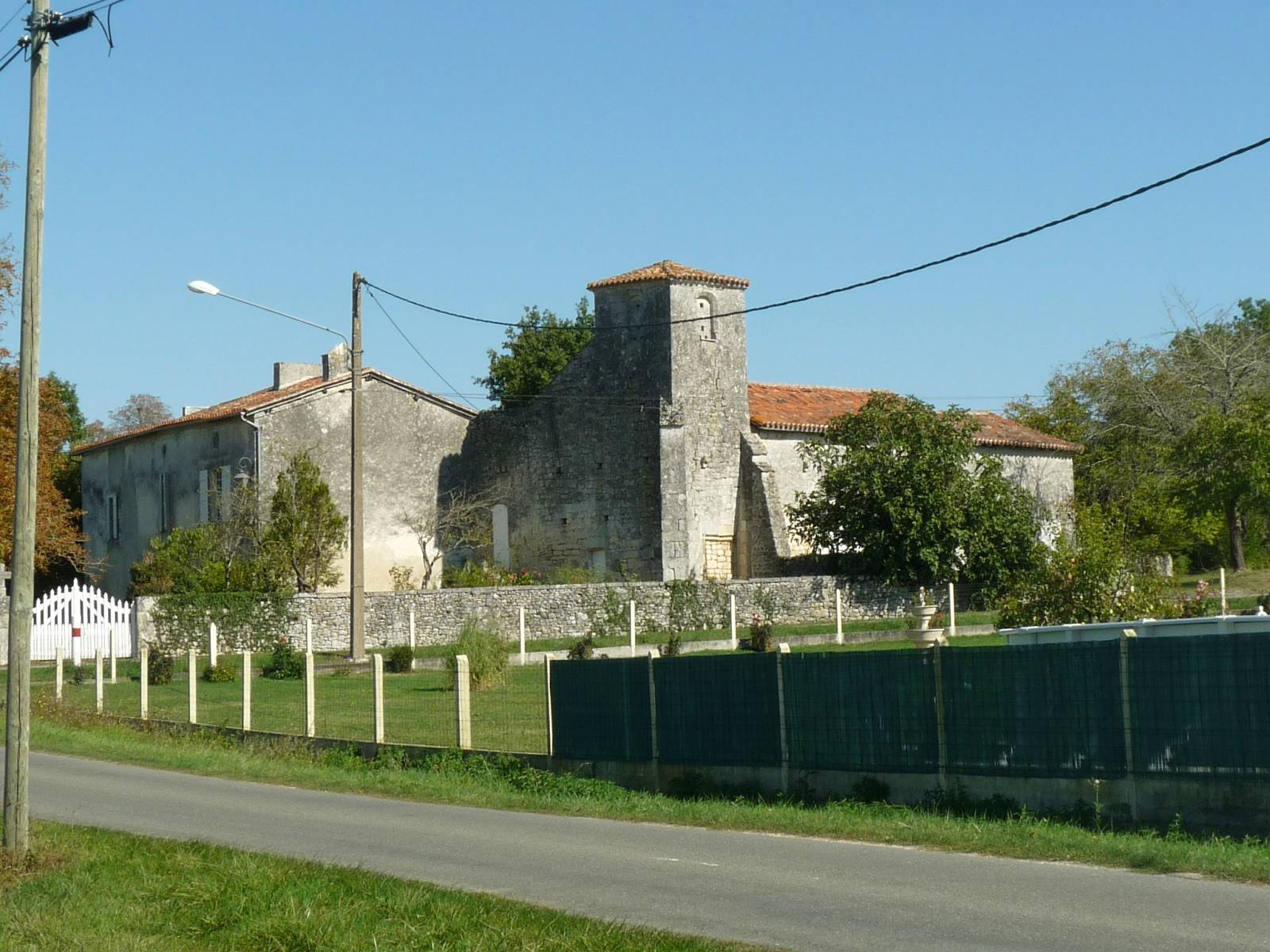
Ancienne église, à Fontaine.

### Personnalités liées à la commune
- Charles de Gaulle (1890-1970), a passé ses vacances d'été de 1901 à 1908 au domaine de la Ligerie qu'avait acheté son père[79].
- Jean Férignac (1936-), handballeur, est né à Champagne-et-Fontaine.

### Héraldique
| Blason de Champagne-et-Fontaine | Blason  | D'azur au chevron brisé d'or, surmonté d'un lion du même, accompagné en chef dextre d'une fleur de lys d'or, en chef senestre d'un écusson d'or chargé d'un chardon coupé de pourpre, tigé et feuillé de sinople, et en pointe d'une fontaine jaillissante d'argent. |
| Blason de Champagne-et-Fontaine | Détails | Le statut officiel du blason reste à déterminer. |

## Pour approfondir